# آندریا فیشباخر
آندریا فیشباخر (انگلیسی: Andrea Fischbacher؛ زادهٔ ۱۴ اکتبر ۱۹۸۵) اسکی‌باز آلپاین اهل اتریش است.